# Monument funéraire du cardinal Rinaldo Brancaccio
Le Monument funéraire du cardinal Rinaldo Brancaccio (en italien, Sepolcro del cardinale Rainaldo Brancaccio) est l'un des tombeaux des divers membres de la famille Brancaccio sculpté par Donatello et Michelozzo entre 1426-1428. Il est situé dans l'église Sant'Angelo a Nilo dite « chapelle Brancaccio », une église du centre historique de Naples située piazzetta Nilo.
Le tombeau affiche une date de décès erronée, celle de la date du testament de Brancaccio et non celle de sa mort. Son exécuteur testamentaire est Cosme de Médicis, et les deux hommes sont des proches de l'antipape Jean XXIII pour qui Donatello et Michelozzo ont également réalisé son tombeau (circa 1420).
Le sépulcre est une structure à baldaquin (tradition gothique), composé d'un arc flanqué de par deux paires de pilastres et soutenu par deux colonnes corinthiennes. Un rideau de taille réduite est suspendu à l'arc, dans lequel se trouvent une Vierge à l'enfant et deux saints (Michel et Jean-Baptiste). La tombe est décorée des armoiries du cardinal et d'une Assomption de la Vierge sculptée par Donatello. La tombe est soutenue par trois figures féminines (cariatides), et deux anges se tiennent dessus. Dieu le Père, flanqué de deux coquilles, se trouve au centre du haut fronton, entouré de deux anges jouant de la trompette.